# Liu Qiuhong
Liu Qiuhong (劉秋宏T, 刘秋宏S, Liú QiūhóngP; Qitaihe, 26 novembre 1988) è una pattinatrice di short track cinese, vincitrice di cinque titoli mondiali.

## Palmarès
- Mondiali

Gangneung 2008: argento nei 500 m; bronzo nella staffetta 3000 m;
Vienna 2009: oro nella staffetta 3000 m; argento nei 500 m;
Sheffield 2011: oro nella staffetta 3000 m; bronzo nei 500 m; bronzo nei 3000 m;
Shanghai 2012: oro nella staffetta 3000 m; argento nei 1500 m;
Debrecen 2013: oro nella staffetta 3000 m;
Montréal 2014: oro nella staffetta 3000 m;
- Giochi asiatici

Astana-Almaty 2011: oro nei 500 m; oro nei 1000 m; oro nella staffetta 3000 m;